# Creu de terme de Cornet
La Creu de terme de Cornet és una obra del municipi de Sallent (Bages) inclosa en l'Inventari del Patrimoni Arquitectònic de Catalunya.

## Descripció
És una creu de pedra, amb els braços en forma de punta com la capçalera amb la imatge de Cris crucificat.

## Història
Aquesta creu, per la inscripció, degué ser feta el 1784, segurament com a creu de terme al cementiri, posteriorment, en la segona meitat del segle xix, es trasllada al nou cementiri parroquial, on es troba actualment.